# Arrecife Osborne

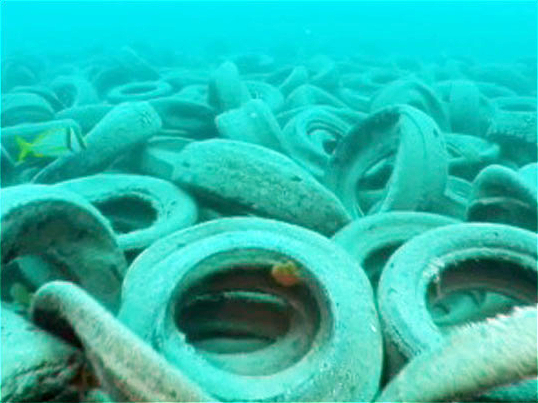
Alrededor de 2 millones de llantas fueron tiradas en el arrecife en la década de los 70. Foto del 2007.

El Arrecife Osborne es un arrecife artificial de coral ubicado en las cercanías de la costa de Fort Lauderdale, Florida en los Estados Unidos. En la década de los 70 se propuso crear un vertedero de viejos neumáticos como un proyecto para favorecer al ecosistema marino; sin embargo, la cadenas que sostenían a los neumáticos se rompieron a causa de la corrosión lo que provocó un considerable desastre ambiental.
En 2007, después de varios comienzos en falso, los esfuerzos de limpieza comenzaron cuando el ejército de los Estados Unidos asumió el proyecto. Este ejercicio de limpieza brindó a las fuerzas armadas un entorno de entrenamiento del mundo real para su personal de buceo y recuperación, junto con el beneficio de ayudar a la costa de Florida sin incurrir en costos significativos para el Estado. En 2015, una corporación civil se hizo cargo y finalmente retiró un tercio de los neumáticos en noviembre de 2019.

## Historia
En 1972, la empresa Broward Artificial Reef Inc. (BARINC) propuso la construcción del mayor arrecife artificial hecho de neumáticos depositando alrededor de dos millones de estas cubiertas de caucho en el fondo del océano pues consideraba que los corales se fijarían en ellos y se propiciaría la formación de vida marina y así se crearía un sitio alternativo para el buceo. 
El proyecto era bastante prometedor, y ya se había llevado a cabo en otros lugares de los Estados Unidos; sin embargo la compañía responsable no tomó las medidas pertinentes para asegurar que los neumáticos permanecieran fijos en el lecho marino ya que habían sido atado con cuerdas de nailon y cadenas de metal. 
Debido a los efectos corrosivos del mar, las tormentas tropicales y el escaso peso de los neumáticos, estos comenzaron a desprenderse destruyendo a los arrecifes cercanos y afectando a los ecosistemas en un radio de 14 hectáreas. Algunos de los neumáticos han llegado a las playas contaminando las costas.
Desde el año 2001 se propuso un proyecto para retirar miles de estos neumáticos y así mitigar el impacto ambiental. Para ello se ha calculado un costo entre 40 y 100 millones de dólares.
En 2007 el Departamento de Control Ambiental de los Estados Unidos lanzó una operación de limpieza donde intervienen la Armada y la Marina estadounidenses así como instancias federales. El programa de limpieza está calculado a una duración de 20 años.